# Harold Day
Harold Day (Egyesült Királyság, Wales, 1897. április 17. – Franciaország, Harnes közelében, 1918. február 5.) walesi származású brit katona, ászpilóta. Rövid élete során 11 igazolt légi győzelmet szerzett. Day a Királyi Tengerészeti Repülők kötelékében repült. Bevetés során vesztette életét, hősi halált halt.

## Élete

### Ifjúkora
Day 1897-ben született Abergavenny városában, Monmouthshire megyében, Walesben. 

### Katonai szolgálata
Day 1917 körül csatlakozhatott a Brit Királyi Tengerészeti Repülőkhöz (Royal Naval Service) szolgálata kezdetének pontos dátuma azonban nem ismert. Kiképzést, a pilótaigazolvány megszerzését, és tanulóidejének leteltét követően a 10. brit tengerészeti századhoz osztották be. A századnál Sopwith Triplane típusú géppel repült, amellyel 1917. augusztus 12-én győzelmet is aratott egy Albatros D.V-ös német vadászgép lelövésével. Győzelmét követően áthelyezték a 8. tengerészeti századhoz (8th Naval Squadron), ahol a híres Sopwith Camellel repült. Itt 1917. december 6-án szerezte meg második légi győzelmét egy DFW C típusú gép lelövésével. December 27-én és 28-án  ismét DFW C típusú gépeket lőtt le. Ötödik légi győzelmét 1918. január 4-én szerezte meg, elérve az ászpilóta minősítést. Januárban még három légi győzelmet aratott, kettő Albatros D.V és egy ismeretlen repülőgéppel szemben. Február 2-án duplázott, így megszerezte 9. és 10. győzelmét is. 1918. február 5-én szállt fel utolsó bevetésére. Bár egy Albatros D.V lelövésével sikeres légi győzelmet aratott, Günther Schuster német pilóta súlyosan találatot mért gépére, amely lezuhant és Day azonnal szörnyethalt.
Day repülő-alhadnagy halálát követően megkapta a Kiváló Szolgálati Keresztet (Distinguished Service Cross), győzelmeinek számát tekintve pedig a walesi származású pilóták egyik legeredményesebb tengerészeti repülője. 

### Légi győzelmei
| Sorszám | Dátum               | Egység                             | Repülőgép        | Ellenfél     |
| ------- | ------------------- | ---------------------------------- | ---------------- | ------------ |
| 1       | 1917. augusztus 12. | 10. brit tengerészeti repülőszázad | Sopwith Triplane | Albatros D.V |
| 2       | 1917. december 6.   | 8. brit tengerészeti repülőszázad  | Sopwith Camel    | DFW C        |
| 3       | 1917. december 27.  | 8. brit tengerészeti repülőszázad  | Sopwith Camel    | DFW C        |
| 4       | 1917. december 28.  | 8. brit tengerészeti repülőszázad  | Sopwith Camel    | DFW C        |
| 5       | 1918. január 4.     | 8. brit tengerészeti repülőszázad  | Sopwith Camel    | Ismeretlen   |
| 6       | 1918. január 6.     | 8. brit tengerészeti repülőszázad  | Sopwith Camel    | Ismeretlen   |
| 7       | 1918. január 22.    | 8. brit tengerészeti repülőszázad  | Sopwith Camel    | Albatros D.V |
| 8       | 1918. január 29.    | 8. brit tengerészeti repülőszázad  | Sopwith Camel    | Albatros D.V |
| 9       | 1918. február 2.    | 8. brit tengerészeti repülőszázad  | Sopwith Camel    | Ismeretlen   |
| 10      | 1918. február 2.    | 8. brit tengerészeti repülőszázad  | Sopwith Camel    | Albatros D.V |
| 11      | 1918. február 5.    | 8. brit tengerészeti repülőszázad  | Sopwith Camel    | Albatros D.V |